# Hymenophyllum tarapotense
Hymenophyllum tarapotense är en hinnbräkenväxtart som beskrevs av Robert G. Stolze. Hymenophyllum tarapotense ingår i släktet Hymenophyllum och familjen Hymenophyllaceae. Inga underarter finns listade.